# Бустаманте-и-Риверо, Хосе
Хосе́ Луис Бустама́нте-и-Риве́ро (исп. José Bustamante y Rivero; 15 января 1894, Арекипа — 11 января 1989, Лима) — перуанский адвокат, публицист, политический деятель. Президент Перу в 1945—1948 годах.

## Семья
Хосе Бустаманте родился в Арекипе в семье адвоката, впоследствии окружного прокурора Мануэля Хосе Бустаманте-и-Барреды. Внук Педро Хосе Бустаманте-и-Альвисури, учёного и политика, возглавлявшего в 1858—1859 гг. Палату депутатов перуанского Конгресса. Среди дальних родственников Бустаманте были два президента страны — Эдуардо Лопес де Романья и Оскар Бенавидес, а также писатель Марио Варгас Льоса. Сын Бустаманте, также Хосе Луис, был перуанским дипломатом, внук Франсиско Бустаманте Губбинс (род. 1972) — работающий в Нью-Йорке художник, состоящий в браке с российским тележурналистом и кинорежиссёром Павлом Лопарёвым.

## Биография
Бустаманте окончил в 1910 году иезуитский коллегиум Святого Иосифа в Арекипе, затем Национальный университет Сан-Агустин. Получил докторскую степень получил в Национальном Университете в Куско с диссертацией «Реорганизация университетов». В 1918 году поступил в адвокатуру. В 1922—1928 гг. преподавал в Университете Сан-Агустин современную философию, политическую географию и историю Америки, вышел в отставку в знак протеста против посягательства президента Аугусто Легии на университетскую автономию. После свержения Легии вернулся в университет и в 1931—1934 гг. заведовал кафедрой гражданского права.
Бустаманте вошёл в политику в 1930 году, когда Луис Мигель Санчес Серро поднял в Арекипе восстание против президента Легии; именно Бустаманте написал обращение восставших к нации. После победы восставших в 1930—1931 гг. он занимал в правительстве Санчеса Серро пост министра юстиции, вероисповедания и образования. В дальнейшем некоторое время находился на дипломатической работе как посол Перу в Боливии (1934—1938, 1942—1945) и Уругвае (1939—1942).
Баллотировался на пост президента в 1945 году как кандидат от Демократического Национального Фронта, который был поддержан Американским народно-революционным альянсом и Коммунистической партией Перу. Основным его конкурентом был генерал Элой Урета, который был выдвинут Патриотическим Независимым легионом, но Бустаманте победил с большим отрывом и возглавил страну.

## Президентство
В течение первых семи дней президент Бустаманте восстановил свободу печати, гражданские права и освободил всех политических заключённых. Произвёл чистку в рядах вооружённых сил Перу, запретил игорные заведения и установил жёсткий контроль за расходами национального казначейства.
Во время своего правления Бустаманте надеялся создать более демократическое общество, пытался ограничить влияние вооружённых сил и олигархии. Однако у него скоро возник конфликт с лидером Американского народно-революционного альянса Виктором Раулем Айя де ла Торре, а без поддержки этой влиятельной организации его возможности стали намного более ограниченными.
В октябре 1948 года часть военно-морских офицеров и моряков расправились с высшими офицерами и захватили пять военных кораблей, после чего высадились на берег и захватили военно-морское училище, склады с оружием, а также Крепость короля Филиппа. После того, как лояльные президенту войска подавили восстание, Хосе Бустаманте существенно ограничил гражданские права.
В организации восстания Бустаманте обвинил АПРА, по его указанию правительственные войска заняли штаб этой организации, захватили имущество и газеты, принадлежащие АПРА, также были арестованы несколько лидеров организации. Эти шаги оказались недостаточными, многие военные оставались недовольными президентом, послевоенные экономические проблемы и политическая нестабильность, вызванная возросшим влиянием профсоюзов, привели к военному перевороту 29 октября 1948 года, который привёл к власти Мануэля Одриа.

## Постпрезидентство
Хосе Бустаманте был сослан в Аргентину, в Лиму он возвратился только в 1955 году. В 1960 году он был избран членом Международного суда в Гааге, с 1967 по 1970 год был председателем суда.
Хосе Бустаманте и Риверо умер в Лиме 11 января 1989 года на 95-м году жизни.

## Факты
- Хосе Бустаманте был одним из долгожителей среди бывших глав государств и правительств мира в конце своей жизни.
- Хосе Бустаманте является рекордсменом-долгожителем среди всех президентов Перу.